# پانو دفترا
پانو دفترا (به لاتین: Pano Deftera) یک منطقهٔ مسکونی در قبرس است که در ناحیه نیکوزیا واقع شده‌است. پانو دفترا ۲٬۷۸۹ نفر جمعیت دارد.